# 沃尔特·加斯坦格
沃尔特·加斯坦格（1868年2月9日—1949年2月23日）是一位英国海洋生物学家，利兹大学动物学教授和牛津大学林肯学院研究员，强烈反对恩斯特·海克尔的复演说，代表作品有《幼虫形式和其他诗歌》（Larval Forms and Other Zoological Verses）等。